# Phytophthora infestans
Phytophthora infestans is een oömyceet die tot de waterschimmels behoort. Oömyceten lijken erg op schimmels maar zijn het niet, daarom worden ze wel pseudoschimmels genoemd. Phytophthora infestans is de veroorzaker van aardappelziekte (phytophthora) bij aardappels en tomaat. Ze lag aan de basis van de Ierse hongersnood (1845-1850).

## Levenscyclus aardappelziekte
De aardappelziekte (Phytophthora infestans) overwintert gewoonlijk in besmette knollen die achterblijven op het land. Uit de geïnfecteerde knollen ontwikkelen zich planten die de ongeslachtelijke sporen (sporangia en zoösporen) opleveren. Uit deze sporen kunnen nieuwe infecties ontstaan als het gewas ten minste gedurende vier à acht uur nat blijft, de zogenaamde bladnatperiode, bij een relatieve luchtvochtigheid van meer dan 95%. Na infectie ontstaan bij een temperatuur van 12-24 graden Celsius binnen enkele dagen met het oog waarneembare symptomen op bladeren en stengels. Na binnendringing van de oömyceet in de plant duurt het 3 tot 5 dagen voordat er nieuwe sporen gevormd worden.

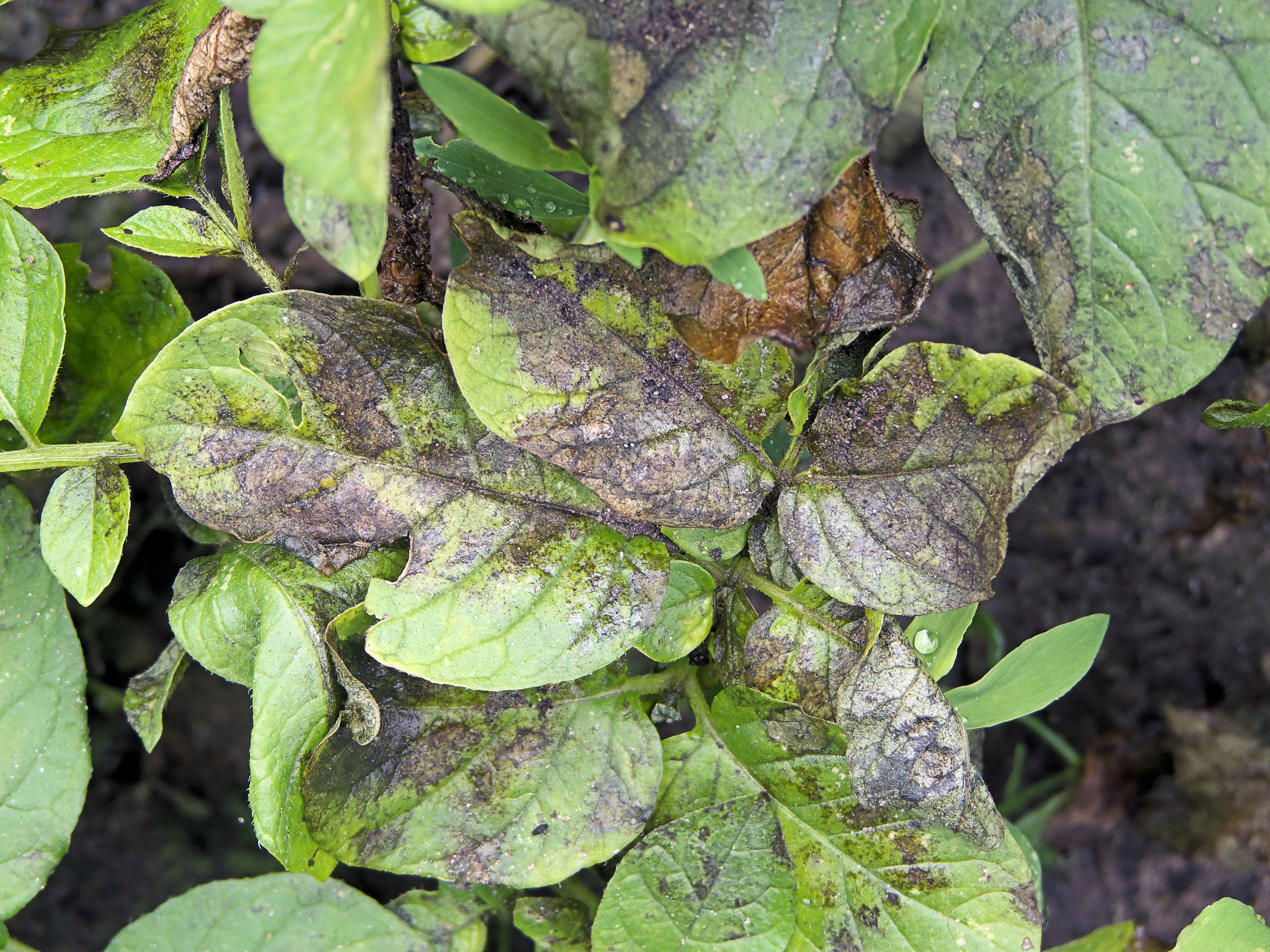
Fytoftora op aardappelloof van Parel
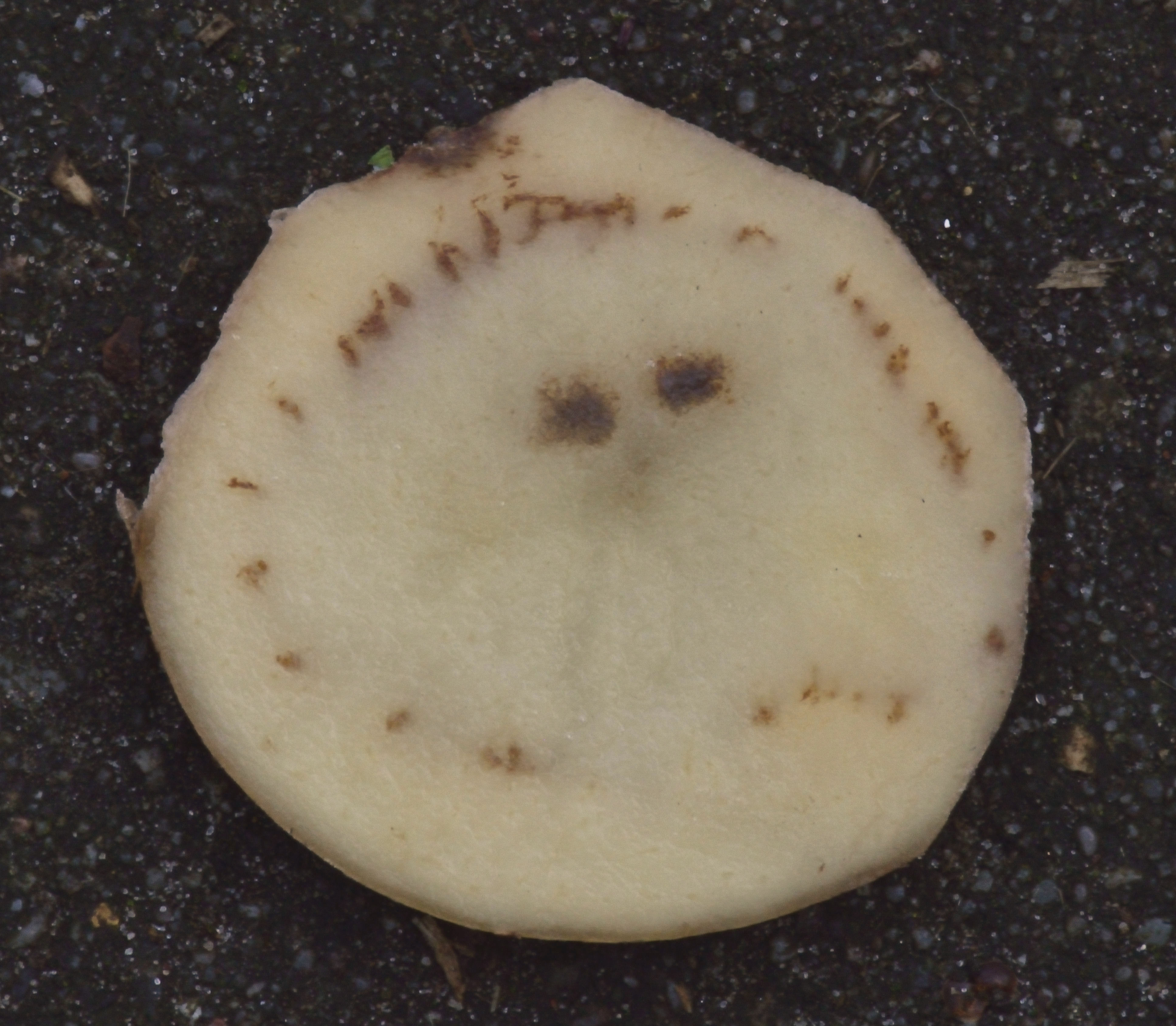
Fytoftora in de aardappelknol
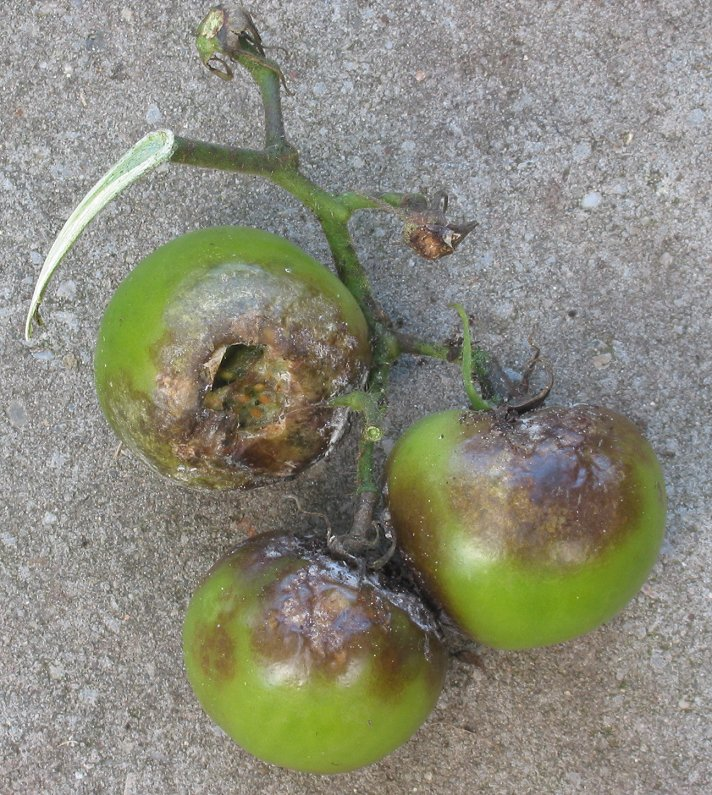
Fytoftora op tomaat

Tot de jaren tachtig was in Europa alleen het zogenaamde A1 type aanwezig. Door de introductie van nieuwe A1 en A2 paringstypen in Europa is nu ook de geslachtelijke fase met oösporen aanwezig, die in tegenstelling tot de sporangia en zoösporen gedurende een lange periode buiten de waardplant in leven blijven en minstens drie jaar in de grond overleven. De zoösporen spelen waarschijnlijk pas later in het seizoen (eind juni – begin juli) een rol. Bij de paring van een hyfe van het type A1 met een hyfe van het type A2 worden een oögonium en een antheridium gevormd, waaruit de oöspore ontstaat. Deze eicel wordt binnen een gametangium door een spermatozoïde bevrucht. Uit de oösporen ontstaan sporangia en zoösporangia. De zoösporangia vormen ten slotte de zoösporen.

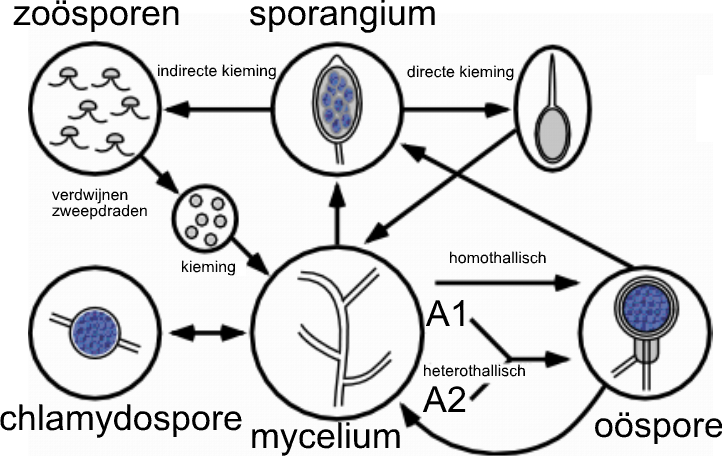
Levenscyclus van Phytophthora
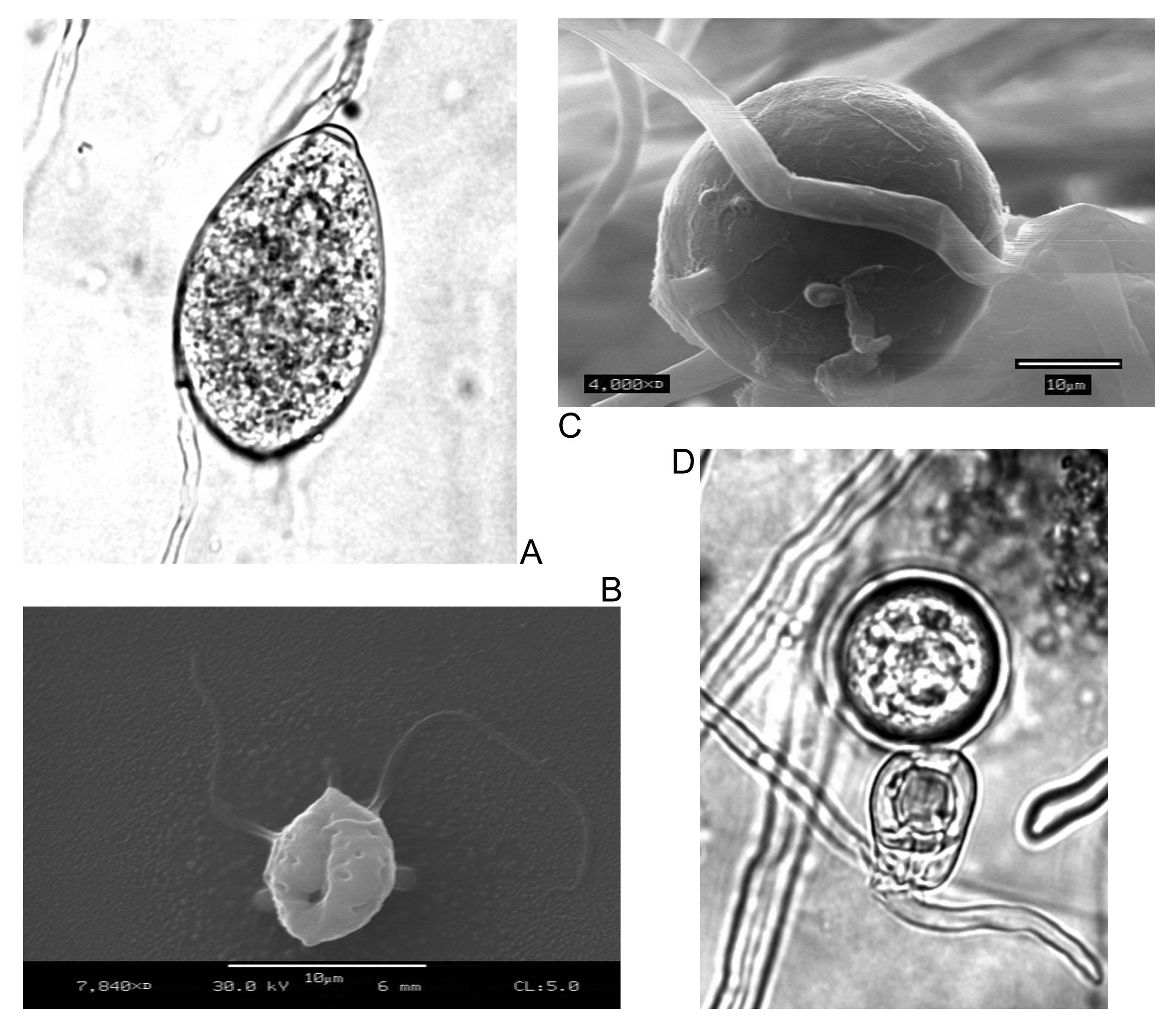
Phytophthora voortplantingsorganen: A: sporangium. B: zoöspore. C: chlamydospore. D: oöspore.
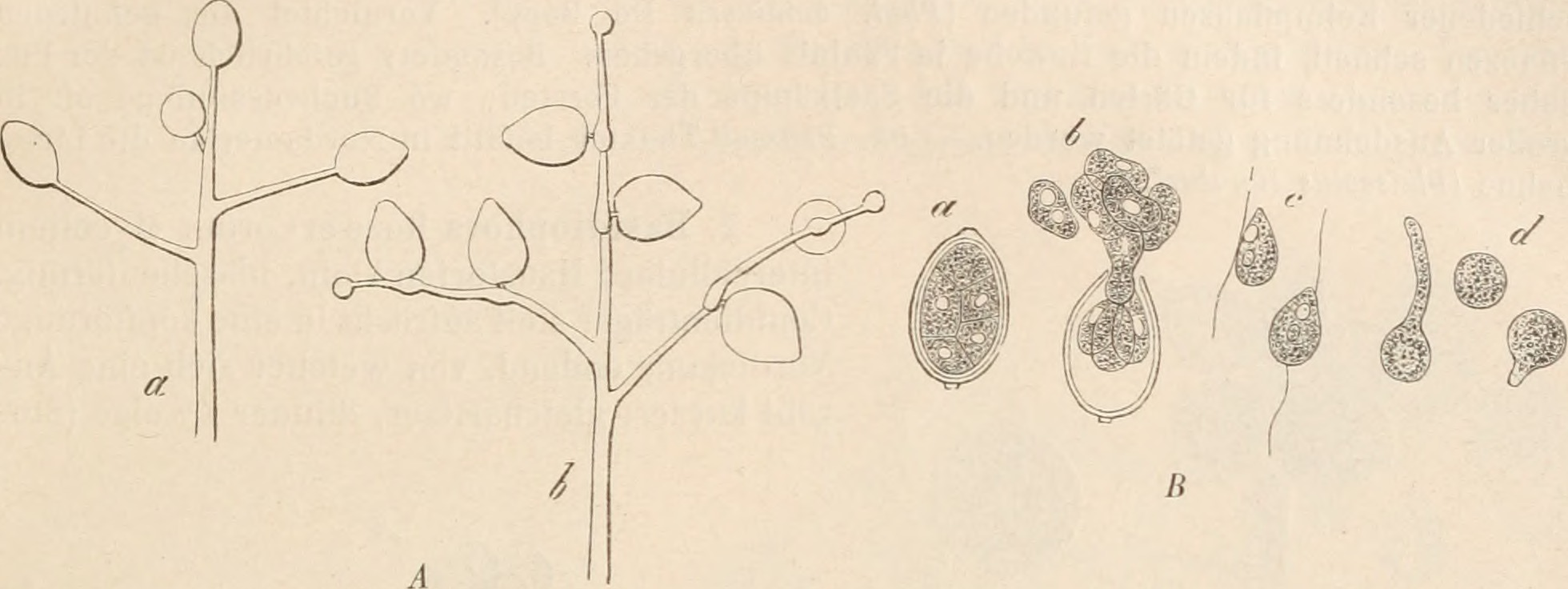
Sporangium en zoöspores

## Resistentie
Volledig resistente aardappelrassen zijn er in Nederland niet. In veredelingsprogramma's wordt gebruikgemaakt van resistenties in wilde aardappels (Solanum soorten) uit het genencentrum. Aardappelrassen hebben een horizontale en een verticale resistentie tegen Phytophthora. De horizontale resistentie is een gedeeltelijke resistentie, die de aantasting vertragen.
Bij de verticale resistentie is er sprake van een gen-om-gen relatie, waarbij R-genen (resistentiegenen) van de aardappel en avirulentiegenen (Avr) van de pathogeen betrokken zijn. Rassen kunnen een combinatie van R-genen tegen Avr-genen hebben. Herkenning van de door de pathogene eiwitten die gecodeerd zijn in de Avr-genen kunnen door R-genen gecodeerde eiwitten van de plant herkend worden en leiden tot een afweerreactie, zoals een overgevoeligheidsreactie, waarbij enkele plantencellen afsterven en zo de binnendringende pathogeen tegenhouden. De R-genen zijn afkomstig van wilde Solanum soorten en door introgressie in het genoom van de aardappel Solanum tuberosum gekruist.
Bij een aardappelras is er een verschil in aantasting van het loof en van de knol. Zo heeft het ras Bintje een 3 voor resistentie van het loof en een 4,5 voor die van de knol.
In de jaren 1980 is Phytophthora infestans agressiever geworden. Hierdoor is de zoösporencyclus van 5 – 10 dagen verkort tot 3 – 7 dagen en worden er meer zoösporen gevormd resulterend van 3 naar nu 10 herinfecties.
Recent wordt ook geëxperimenteerd met GMO's om sneller nieuwe resistentere rassen te ontwikkelen. Zo is een resistentiegen tegen de meeste fysio's van Phytophthora infestans afkomstig van de wilde Solanum bulbocastanum door genetische technologie overgebracht naar het genoom van verschillende aardappelrassen. Dit is een voorbeeld van cisgenetische modificatie.

## Verspreiding

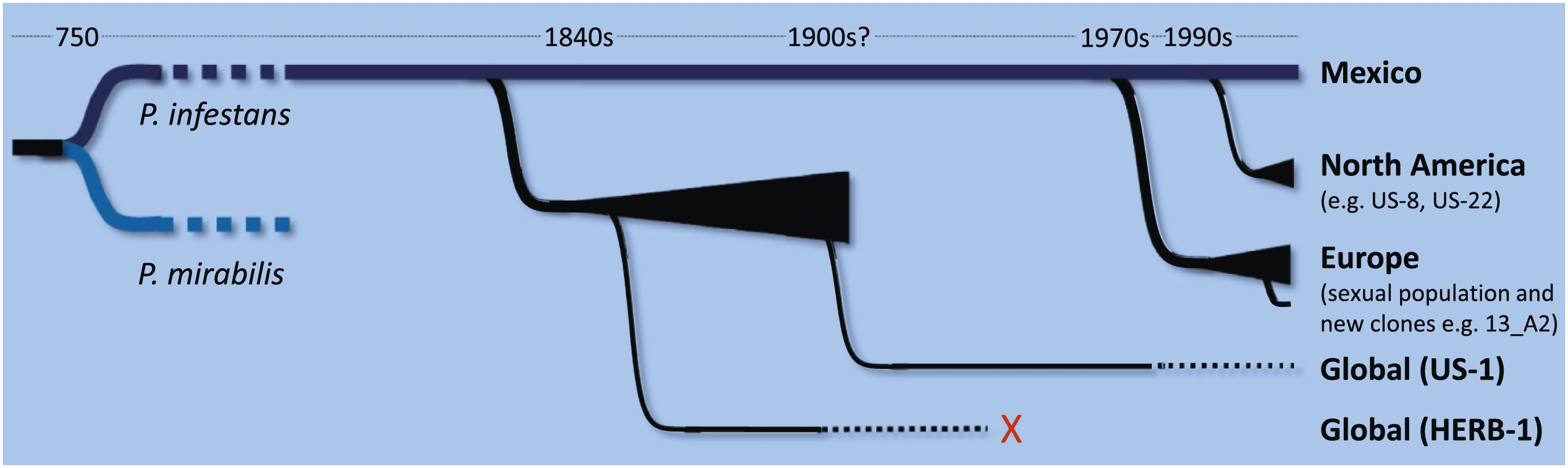
Migratie en diversificatie van Phytophthora infestans

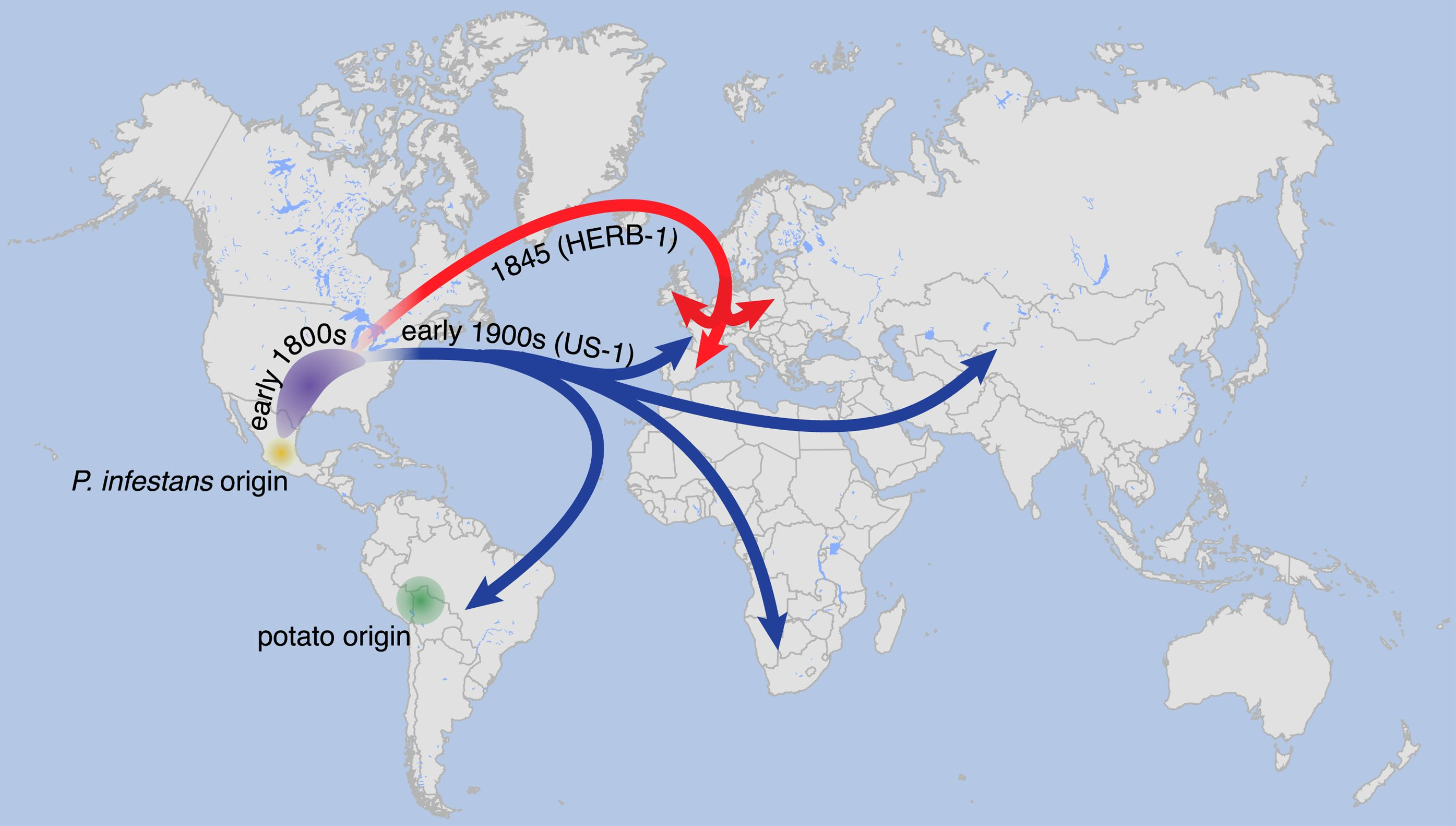
Mogelijke verspreiding over de wereld

Phytophthora infestans en Phytophthora mirabilis zouden een gemeenschappelijke voorouder hebben gehad en ongeveer 1200 jaar geleden zijn ontstaan. Vanaf die tijd heeft Phytophthora infestans zich ten minste drie keer vanuit een zich seksueel vermeerderende populatie in Mexico verder verspreid. Het fysio HERB-1 (type A1) werd rond 1840 uit Noord-Amerika ingevoerd in Europa en veroorzaakte midden 1840 grote oogstverliezen. Het ergste werd Ierland getroffen, waar het tot de Ierse hongersnood leidde. Maar ook andere delen van Europa hadden misoogsten en leidde in 1874 in Berlijn tot het aardappeloproer. In meer dan 50 jaar veranderde de schimmel genetisch nauwelijks en verdween uiteindelijk door het gebruik van resistente rassen. In het begin van de jaren1920 breidde de schimmel zich weer uit met de komst van het fysio US-1 (nieuw type A1).
Tot de jaren tachtig was in Europa alleen het zogenaamde A1 type aanwezig. Door de introductie van nieuwe A1 en A2 paringstypen (13 A2 (Bleu13)) in Europa is nu ook de geslachtelijke fase met oösporen aanwezig, waardoor de schimmel nu in Europa genetisch sneller kan veranderen. In Noord-Amerika is na nieuwe import US-22 hoofdzakelijk aanwezig.

## Genetische samenstelling
Phytophthora infestans is diploïde met 11 – 13 chromosomen. In 2009 is het volledige genoom gesequencet. Het genoom is aanzienlijk groter (240 Mbp) dan van de meeste andere gesequencende Phytophthorasoorten. Zo is het genoom van Phytophthora sojae 95 Mbp groot en dat van Phytophthora ramorum 65 Mbp. Ongeveer 18.000 genen zijn vastgesteld. Het genoom bevat ook verscheidene transposons en vele genfamilies codering voor effectorproteïnen, die betrokken zijn bij de pathogeniteit. Deze proteïnen worden in twee hoofdgroepen ingedeeld afhankelijk van of zij door de schimmel worden geproduceerd in de symplast (in de plantencel) of in de apoplast (tussen de plantencellen). Tot de proteïnen, die in de symplast worden geproduceerd, behoren RXLR-proteïnen, die een arginine-X-leucinearginine (waar X elk aminozuur kan zijn) aan de N-terminus van het proteïne hebben. Sommige RXLR-proteïnen zijn avirulente proteïnen. Dat zijn proteïnen die door de plant kunnen worden herkend, waarna er een overgevoeligheidsreactie optreedt. P. infestans codeert rond de 60% meer van deze proteïnen dan de meeste andere Phytophthorasoorten. Deze komen voor in de apoplast samen met hydrolasen zoals proteasen, lipasen en glycosylasen, die plantenweefsels afbreken. Enzymremmers beschermen de schimmel tegen de verdedigingsenzymen van de waardplant en de necrotische toxinen. Het genoom bevat een extreem hoog aantal repeats (herhaalde sequenties) (rond 74%) en een ongewone distributie van genen over het genoom, sommige gebieden bevatten veel genen en andere gebieden zeer weinig.

## Bestrijding[8]
De ziektedruk is sterk toegenomen als gevolg van de agressiviteit van Phytophthora infestans. Bedrijfshygiëne, zoals het afdekken van aardappelafvalhopen en bestrijding van aardappelopslag, is gezien de overwintering in zieke knollen een voor de hand liggende maatregel. In april 2016 heeft het akkerbouwbedrijfsleven een aantal teeltvoorschriften opgesteld om de verspreiding van en besmetting met Phytophthora infestans te voorkomen. Het is wettelijk verplicht om belangrijke ziektebronnen zoals aardappelafvalhopen, haarden en opslagplanten te bestrijden.
In de biologische landbouw mogen er geen chemische middelen worden gebruikt en wordt het loof van de aardappelen gebrand, voordat er 1000 aangetaste blaadjes per 20 m² zijn.
Tot de chemische bestrijdingsmiddelen die werkzaam zijn tegen Phytophthora infestans behoren de fungiciden fluopicolide, van Bayer Cropscience (merknaam Infinito®), dat in 2006 voor het eerst toegelaten werd in het Verenigd Koninkrijk en China en mandipropamid van Syngenta (merknaam Revus™), dat in 2005 werd geïntroduceerd.
Een probleem is de volkstuinen, waar Phytophthora infestans op aardappel en tomaat niet of onvoldoende bestreden wordt. Ook kan raketblad (Solanum sisymbriifolium), die als vanggewas voor de bestrijding van aaltjes wordt gebruikt, aangetast worden. Hier is het op tijd onderploegen belangrijk.